# Druhá šance (film, 1999)
Druhá šance (v anglickém originále The Story of Us) je americká filmová komedie z roku 1999. Režisérem filmu je Rob Reiner. Hlavní role ve filmu ztvárnili Bruce Willis, Michelle Pfeifferová, Rita Wilson, Rob Reiner a Julie Hagerty.

## Obsazení
| Bruce Willis         | Ben Jordan    |
| Michelle Pfeifferová | Katie Jordan  |
| Rita Wilson          | Rachel Krogan |
| Rob Reiner           | Stan Krogan   |
| Julie Hagerty        | Liza          |
| Tim Matheson         | Marty         |
| Lucy Webb            | Joanie Kirby  |
| Bill Kirchenbauer    | Andy Kirby    |